# Ballet national géorgien Sukhishvili

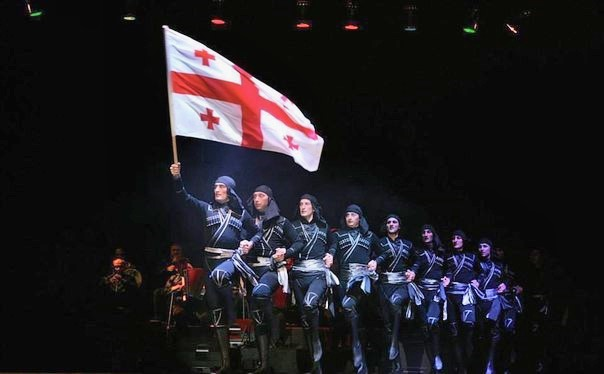
Danse Khorumi interprétée par le Ballet national géorgien Sukhishvili.

Le Ballet national géorgien (géorgien : ქართული ეროვნული ბალეტი) est la première compagnie de danse professionnelle d'État en Géorgie. Fondé par le couple Iliko Sukhishvili et Nino Ramishvili en 1945, il était connu initialement sous le nom de Compagnie de danse d'État géorgienne,.
Le Ballet national de Géorgie s'est produit au Albert Hall, au Colisée, au Metropolitan Opera et au Madison Square Garden, entre autres. En 1967, la compagnie de danse s'est produite à La Scala, ce qui serait la première et la seule fois où un groupe folklorique a eu la chance de se produire sur sa scène.

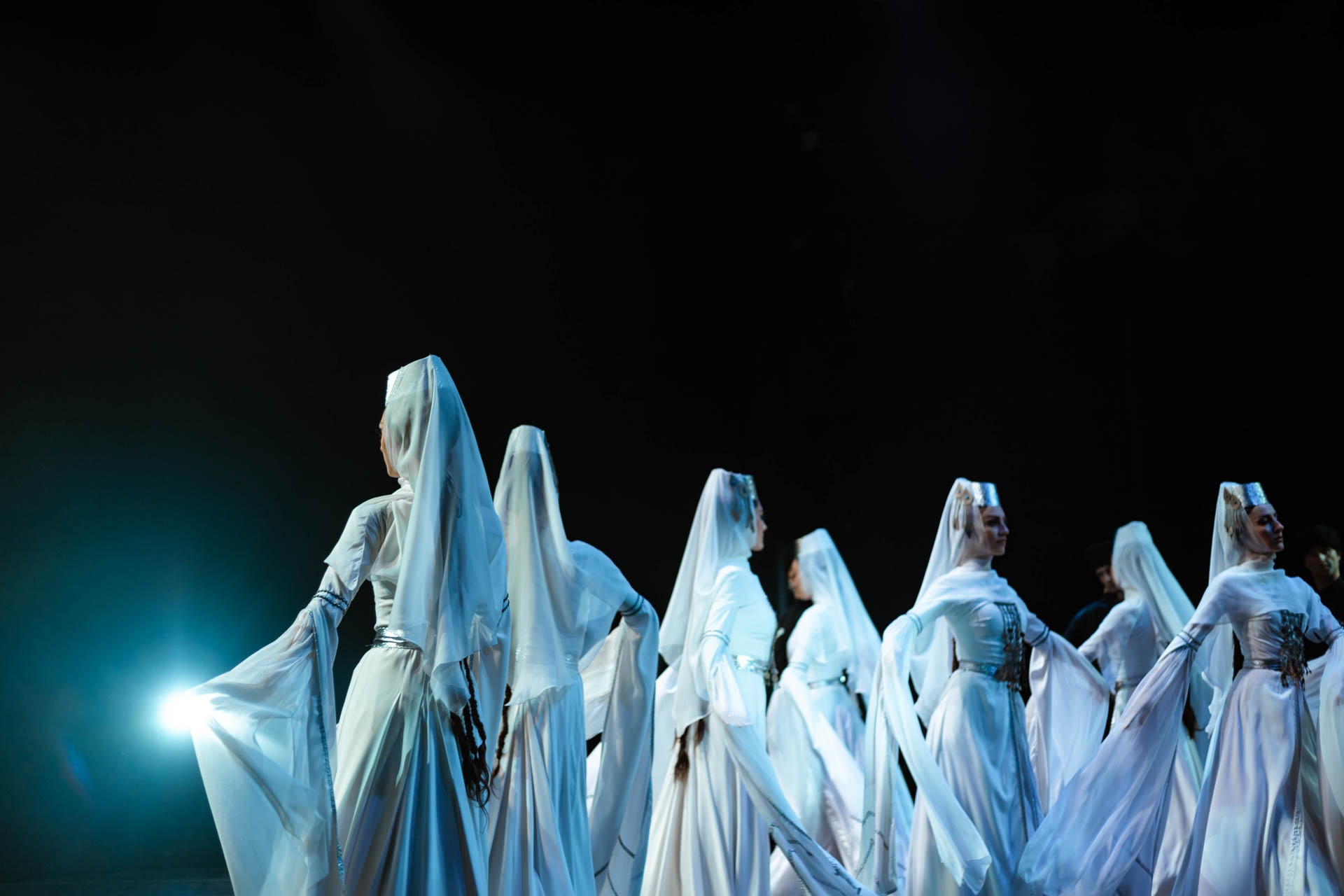
Sukhishvili en Pologne, 2023

Les costumes ont été conçus par Simon (Soliko) Virsaladze de 1908 à 1989. Actuellement, le fils des fondateurs, Tengiz Sukhishvili, est le directeur artistique et directeur général du Ballet national géorgien. Son épouse, Inga Tevzadze, est également une ancienne danseuse, aujourd'hui maître de ballet. Iliko Sukhishvili Jr. est aujourd’hui chorégraphe en chef du Ballet national géorgien. Nino Sukhishvili (la petite-fille d'Iliko et Nino) est directrice adjointe et créatrice de costumes.
Le Ballet national géorgien compte soixante-dix danseurs et un petit orchestre. La compagnie de danse possède également une école, qui dispense des cours de danse aux enfants et aux adolescents. En 2020, l'École du Ballet national de Géorgie a commencé à proposer des cours en ligne en réponse à la pandémie de COVID-19.
Une performance des danseurs du Ballet national géorgien dans laquelle les danseuses, vêtues de longues jupes, semblaient glisser sur la piste a inspiré l'écrivain Terry Nation pour créer les Daleks pour la série télévisée Doctor Who.